# 16035 Sasandford
16035 Sasandford è un asteroide della fascia principale del diametro medio di circa 23 km. Scoperto nel 1999, presenta un'orbita caratterizzata da un semiasse maggiore pari a 2,7859412 au e da un'eccentricità di 0,0897385, inclinata di 9,53525° rispetto all'eclittica.
L'asteroide è dedicato all'astronomo statunitense Scott Alan Sandford.